# Opium
Opium — жіночий аромат будинку Yves Saint Laurent, створений у 1977 році. Авторами аромату стали Жан Амік і Жан-Луї Сьезак. Цей аромат вважається феноменом XX століття через свою епатажність та екстравагантність.

## Історія створення
Ідея створення аромату Opium прийшла до дизайнера Ів Сен-Лорана під час створення колекції одягу, що увійшла в історію як «китайська», адже мала елементи східного стилю з елементами золотої тафти і чорного оксамиту.
Творцями парфуму стали Жан Амік і Жан-Луї Сьезак, які втілили, всі задуми Лорана. Основна задумка полягала у тому, що сама Велика імператриця Піднебесної Цисі, яка була однією з найбільш одіозних фігур в історії Китайської імперії, побажала носити цей аромат.

## Скандал
Рекламна компанія Opium 1977 року вважається найбільш ажіотажною. Через провокативну назву парфум заборонили продавати в Австралії і обмежили будь-які  згадки про нього в Саудівській Аравії. Презентація аромату призвела до конфлікту з Управління боротьби з наркотиками, а на митницях слово «опіум» викликало постійні складнощі. Особливо парфум викликав обурення в китайських емігрантів. Вони вирішили, що дизайнер поставився до історії народу з неповагою: від опіуму, привезеного колоністами з Америки і Англії в XVIII-XIX століттях, загинула велика кількість китайців.
У відповідь на таку реакцію суспільства кутюр'є в 1978 році влаштував грандіозну «опіумну» вечірку на палубі піратського корабля під назвою «Пекін». Дизайн судна мав культові тепер кольори парфуму: бузковий, червоний і золотий. Вечірку Сен Лорана відвідали 800 осіб, серед яких було чимало знаменитостей і топ-моделей.

## Дизайн флакону
Під враженням від японської шкатулки «інро», в якій зберігали зілля,  кутюр'є вирішив втілити цей дизайн у флакон для аромату. Виконаний з непрозорого матеріалу, він мав невелике «віконце», через яке можна було побачити бурштинову рідину. Крім того, парфум прикрашали шовковий шнурок з пензликом і маленька намистинка, ці елементи виконувалися вручну.

## Обличчя аромату
У свій час обличчям аромату Opium були Джеррі Холл, Настасья Урбано, Кейт Мосс, Мелані Тьєррі, Емілі Блант. Сьогодні аромат представляє Еді Кемпбелл.

## Складники аромату
Аромат Opium має парфумерні ноти:
- Початкові ноти – гвоздика, перець, лавр, коріандр.
- Базові ноти – жасмин, цитрусові, троянда.
- Кінцеві ноти –  кедр, сандал, ваніль.